# Amaranthus probstii
Amaranthus probstii är en amarantväxtart som beskrevs av Albert Thellung. Amaranthus probstii ingår i släktet amaranter, och familjen amarantväxter. Inga underarter finns listade i Catalogue of Life.